# Seeschlacht bei Kap St. Vincent (1797)
1792

Porrentruy – Marquain – Quiévrain – Verdun – Thionville – Valmy – Lille – Mainz (1792) – Jemappes
1793

Aldenhoven I – Namur – Neerwinden – Mainz (1793) – Famars – Valenciennes (1793) – Arlon (1793) – Hondschoote – Meribel – Avesnes-le-Sec – Pirmasens – Toulon – Fontenay-le-Comte – Cholet – Lucon – Trouillas – Dünkirchen – Le Quesnoy – Menin I – Wattignies – Weißenburg I – Biesingen – Kaiserslautern I – Weißenburg II
1794

Boulou – Landrecis – Menin II – Mouscron – Martinique – Guadeloupe – Tourcoing – Tournai – Kaiserslautern II – San-Lorenzo de la Muga – 13. Prairial – Fleurus – Kaiserslautern III – Vosges – Aldenhoven II
1795

Cornwallis’ Rückzug – Genua – Groix – Hyeres – Handschuhsheim – Mainz (1795) – Mannheim – Loano
1796

Montenotte – Millesimo – Dego – Mondovì – Lodi – Borghetto – Castiglione – Mantua – Siegburg – Altenkirchen – Wetzlar – Kircheib – Kehl – Kalteiche – Friedberg  – Malsch – Neresheim – Sulzbach – Deining – Amberg – Würzburg – Neufundland – Rovereto – Bassano – Limburg – Biberach I – Emmendingen – Schliengen – Caldiero – Arcole – Irland
1797

Fall von Kehl – Rivoli (1797) – St. Vincent – Diersheim – Santa Cruz – Neuwied – Camperduin
Die Seeschlacht bei Kap St. Vincent (englisch: Battle of Cape St. Vincent, spanisch: Batalla del Cabo de San Vicente) fand am 14. Februar 1797 vor der portugiesischen Küste am Cabo de São Vicente statt. Die spanische Flotte unter dem Kommando von Jóse de Córdoba war von Cartagena aus in See gestochen, um sich in Brest mit den französischen und niederländischen Schiffen für eine Invasion Englands zu vereinen. Vor der portugiesischen Atlantikküste trafen die Spanier auf die von Lissabon kommende britische Flotte unter dem Kommando von John Jervis. Während des Gefechts gelang es der viel kleineren britischen Flotte durch geschicktes Manövrieren, die Spanier zu besiegen und dabei vier Schiffe aufzubringen. Die Schlacht stellte einen wichtigen Schritt zur Wiederherstellung der britischen Kontrolle über das Mittelmeer dar.

## Hintergrund
Mit dem Bündnisvertrag von San Ildefonso vom 18. August 1796 wurde die spanische Marine dem Oberkommando Frankreichs unterstellt. Die vereinte französisch-spanische Flotte mit 38 Linienschiffen war der britischen Mittelmeerflotte mit 15 Linienschiffen zahlenmäßig stark überlegen und zwang diese, ihre Stellungen auf Korsika und Elba aufzugeben.
Bevor Spanien im Oktober 1796 Großbritannien den Krieg erklärte, war Juan de Lángara mit 19 Linienschiffen ins Mittelmeer gesegelt, wo sich bei Cartagena sieben weitere Schiffe anschlossen. Auf dem Papier war die Spanische Flotte äußerst beeindruckend. Mit hervorragenden Schiffen und einem erfahrenen Offizierskorps basierend auf dem Schiffsregister der Handelsmarine war sie sämtlichen Rivalen voraus. Sie unterlag jedoch einer strengen politischen Kontrolle durch den Obersten Minister Manuel de Godoy, einem ehemaligen Gardeoffizier, der eine äußerst negative Einstellung gegenüber der Marine hatte. Daher wurden die Mittel gekürzt und die leistungsfähigeren höheren Offiziere wurden entlassen, wenn sie es wagten, die Politik des Ministers zu kritisieren. Nachdem er am 26. Oktober Toulon erreicht hatte, musste er sich eingestehen, dass seine Flotte nicht bereit für eine Konfrontation mit der Royal Navy war. Dies ließ ihn in Madrid in Ungnade fallen, sodass er durch Generalleutnant José de Mazarredo ersetzt wurde. Doch auch Mazarredo weigerte sich, in See zu stechen, so lange die Probleme nicht behoben würden. Als Konsequenz wurde José de Córdoba im Januar 1797 zum Oberbefehlshaber der Spanischen Flotte ernannt.

Im Frühjahr 1797 lag die spanische Flotte mit 27 Linienschiffen in Cartagena. Von dort aus sollten die Spanier über Cádiz nach Brest segeln, wo sie sich mit den französischen und niederländischen Schiffen vereinigen und den Weg für eine Invasion Englands frei machen sollten. Am 1. Februar verließ de Córdoba Cartagena und erreichte am 5. Februar Gibraltar, wo er mehrere seiner Schiffe als Geleitschutz abkommandiert hatte, um Transportschiffe mit Soldaten und Munition nach Algeciras zu bringen. Während ein Teil des Geleitschutzes bis zum 10. Februar vor Algeciras ankerte, wurde der Rest der Spanischen Flotte von starken Ostwinden weiter als beabsichtigt in den Atlantik getrieben.

Währenddessen verließ Admiral John Jervis am 18. Januar mit 10 Linienschiffen Lissabon, um einen Konvoi nach Brasilien zu eskortieren und sich anschließend vor St. Vincent mit den Schiffen von Konteradmiral William Parker, 1. Baronet (of Harburn) zu vereinigen. Am 9. Februar erreichte die britische Fregatte HMS Minerve unter Kapitän George Cockburn Gibraltar, wo sie vom Auslaufen der spanischen Flotte erfuhr. Am 11. Februar sichtete die Minerve die spanische Flotte im Atlantik und erreichte, aufgrund starken Nebels unbemerkt durch die Spanier, am 13. Februar die britische Flotte. Ohne von der britischen Flotte zu wissen, setzte de Córdoba seine Fahrt nach Cadiz aufgeteilt in zwei Kolonnen fort. Doch am Abend des 13. Februar sichteten die Spanier mehrere britische Schiffe, die sie jedoch für einen Konvoi hielten.

## Die Schlacht
Im Morgengrauen des 14. Februars 1797 segelte die britische Flotte in zwei Kolonnen mit Steuerbordhalsen und Wind aus südwestlicher Richtung. Kap St. Vincent lag nordöstlich in fünfundzwanzig Seemeilen Entfernung. Um 6:30 Uhr konnten die Briten mehrere Segel am Horizont ausmachen, worauf Admiral Jervis gegen 8:15 Uhr gefechtsklar machen ließ. Um 9:30 Uhr kommandierte Jervis die HMS Culloden, die HMS Blenheim sowie die HMS Prince George ab, um die gesichteten Schiffe zu verfolgen und abzuschneiden.  Nachdem Jervis im Laufe des Vormittags die tatsächliche Anzahl der spanischen Schiffe in Erfahrung bringen konnte, entschied er sich, zwischen den beiden Gruppen hindurchzufahren, sodass seine Vorhut die Luv-Division angreifen sollte, während die Nachhut ein Eingreifen der Lee-Division verhindern sollte.
Als die Spanier gegen 11:00 Uhr die Größe der britischen Flotte erkannten, begannen einige der vordersten Schiffe der spanischen Luv-Division nach Norden mit Backbordbug zu halsen und schließlich eine Kiellinie zu bilden. Durch dieses Manöver war die britische Luv-Kolonne dem Feuer von zwanzig bis einundzwanzig Schiffen ausgesetzt. Daraufhin wendete Jervis nach Südsüdwest und ließ ebenfalls eine Kiellinie bilden. Gegen 11:30 hatte die britische Vorhut bestehend aus der Culloden, der Blenheim sowie der Prince George, Irresitible, Colossus und Orion die Vorhut der spanischen Schiffe erreicht und eröffnete das Feuer, was von den Spaniern sofort erwidert wurde. Nachdem die britischen Schiffe die spanische Luv-Division passiert hatten, erhielten sie um etwa 12:08 Uhr das Signal zur Wende. Gleichzeitig wendete die spanische Lee-Division mit Steuerbordhalsen, um die britische Linie an der Stelle zu durchbrechen, an der die Schiffe nacheinander wendeten. Dabei sahen sich die Irresistible, die Victory, die Egmont und die Goliath dem Feuer der beiden führenden Schiffe der Lee-Division ausgesetzt. Doch durch das massive Feuer der britischen Schiffe gelang es lediglich der Oriente, die Linie zu durchbrechen, während sich die restlichen Schiffe der Lee-Division von den britischen Schiffen abdrehte.
Aufgrund des fortschreitenden Kurses mit Steuerbordhalsen war gegen 13:00 Uhr hinter der HMS Excellent eine Lücke entstanden, die de Córdoba in einem letzten Versuch, sich mit seiner Lee-Division zu vereinen, nutzen wollte. Gleichzeitig signalisierte Jervis, eine geeignete Position zur gegenseitigen Unterstützung einzunehmen und den Feind nacheinander anzugreifen. Die HMS Captain unter dem Kommando von Kommodore Nelson befand sich am Ende der britischen Flotte und war dem Zentrum der spanischen Luv-Division am nächsten. Er kam zu dem Schluss, dass das befohlene Manöver den britischen Schiffen nicht erlauben würde, die Spanier einzuholen. Er ignorierte den Befehl, scherte aus der Formation aus, halste und segelte direkt auf die spanischen Schiffe zu. Die Captain war nun dem Feuer von vier spanischen Schiffen bestehend aus der Santísima Trinidad, der Salvador del Mundo, der San José und der San Nicolás de Bari ausgesetzt. Um 13:19 Uhr signalisierte Jervis der Excellent, der Captain zu folgen, worauf sich die Blenheim, die Prince George und die Culloden anschlossen. Um 14.00 Uhr hatte sich die Culloden so weit vorgeschoben, dass sie der Captain Deckung geben konnte, was diese für Notreparaturen nutzte. Gegen 14:35 Uhr steuerte die Excellent auf die Salvador del Mundo zu, gab mehrere Schüsse auf das bereits stark beschädigte Schiff ab und feuerte anschließend auf die ebenfalls schwer beschädigte San Ysidro. Gegen 14:53 hisste die San Ysidro als Zeichen der Kapitulation den Union Jack. Nachdem die Excellent sich auf die San Ysidro konzentriert hatte, feuerten die Irresistible und die Diadem auf die Salvador del Mundo. Nachdem der Großteil ihrer Masten zerstört und die Victory und die Barfleur vor ihr auftauchten, signalisierten die Spanier ihre Kapitulation. Währenddessen griff die Excellent gegen 15:00 Uhr die San José an, die bereits so eng an der San Nicolás de Bari lag, dass sowohl Briten als auch Spanier begannen, die gegnerischen Schiffe zu entern.
Auf der Captain war bald so viel von der Takelage zerstört, dass sie nahezu manövrierunfähig war. Daraufhin steuerte Nelson nah an die San Nicolás und San José heran, um die gegnerischen Schiffe entern zu können. An Bord der spanischen Schiffe entwickelte sich ein heftiges Gefecht, das jedoch schnell endete, nachdem Konteradmiral Xavier Winthuysen im Kampf gefallen war. Währenddessen hatte sich zwischen der Santísima Trinidad und der Blenheim, Orion und Irresistible ein Rückzugsgefecht entwickelt, bei dem sie schwere Schäden erlitt. Dank mehrerer ihr zu Hilfe eilender Schiffe konnte sie sich zusammen mit dem Rest der Spanischen Flotte absetzten, nachdem Jervis die Verfolgung abgebrochen hatte.

## Nachwirkungen
Am nächsten Morgen segelten die Briten langsam in die Bucht von Lagos. Jervis verfügte jetzt nur noch über zwölf Schiffe, die voll einsatzbereit waren, falls die Spanier beschlossen, die Schlacht wieder aufzunehmen. Obwohl die spanischen Schiffe einsatzbereit zu sein schienen, waren sie in Wahrheit stark beschädigt und litten, wie die Kämpfe gezeigt hatten, unter der Unerfahrenheit im Manövrieren einer Flotte. Am 1. März wurde die beschädigte Santísima Trinidad auf dem Weg nach Spanien gesichtet und von der Fregatte Terpsichore angegriffen, konnte aber entkommen. Durch die Niederlage kam der spanische Handel mit Amerika komplett zum Erliegen. Hinzu kam, dass Frankreich trotz seiner Siege zu Land einen Großteil seiner Flotte als auch seine Kolonien im Kampf gegen England verloren hatte und daher keine wirksame Hilfe auf dem Seeweg leisten konnte.
Jervis wurde zum Dank zum Earl of St. Vincent mit einer jährlichen Pension von 3.000 Pfund ernannt. Nelson wurde als Knight Companion of the Bath geadelt und zum Konteradmiral befördert. Nachdem Cordoba Cadiz erreicht hatte, wurde er unter Arrest gestellt und nach Madrid gebracht. Dort wurde er vor ein Kriegsgericht gestellt, aus der Marine entlassen und ins Exil verbannt.
Nachdem Jervis Verstärkung erhalten hatte, errichtete er am 4. April eine Blockade vor der Bucht von Cádiz, um die Spanier dort festzuhalten. Die Eindämmung der spanischen Bedrohung und die Vergrößerung seiner Flottenstärke ermöglichten es Jervis im folgenden Jahr, ein Geschwader unter Nelson ins Mittelmeer zu entsenden, wo er in der Seeschlacht bei Abukir die Vormachtstellung der Royal Navy im Mittelmeer wieder herstellte.

## Beteiligte Schiffe

### Großbritannien
| Schiff                                                    | Kanonen | Kommandant                                                  | Verluste | Verluste  | Verluste  | Anmerkungen                                     |
| Schiff                                                    | Kanonen | Kommandant                                                  | getötet  | verwundet | Insgesamt | Anmerkungen                                     |
| --------------------------------------------------------- | ------- | ----------------------------------------------------------- | -------- | --------- | --------- | ----------------------------------------------- |
| Culloden                                                  | 74      | Thomas Troubridge                                           | 10       | 47        | 57        |                                                 |
| Blenheim                                                  | 90      | Thomas L. Frederick                                         | 12       | 49        | 61        |                                                 |
| Prince George                                             | 98      | John Irwin                                                  | 8        | 7         | 15        | Flaggschiff von Rear-Admiral William Parker     |
| Orion                                                     | 74      | James Saumarez                                              | 0        | 9         | 9         |                                                 |
| Colossus                                                  | 74      | George Murray                                               | 0        | 5         | 5         |                                                 |
| Irresistible                                              | 74      | George Martin                                               | 5        | 14        | 19        |                                                 |
| Victory                                                   | 100     | Robert Calder (First Captain); George Grey (Second Captain) | 1        | 5         | 6         | Flaggschiff von Admiral John Jervis             |
| Egmont                                                    | 74      | John Sutton                                                 | 0        | 0         | 0         |                                                 |
| Goliath                                                   | 74      | Charles Henry Knowles                                       | 0        | 8         | 8         |                                                 |
| Barfleur                                                  | 98      | James Richard Dacres                                        | 0        | 7         | 7         | Flaggschiff von Vice-Admiral William Waldegrave |
| Britannia                                                 | 100     | Thomas Foley                                                | 0        | 1         | 1         | Flaggschiff von Vice-Admiral Charles Thompson   |
| Namur                                                     | 90      | James Hawkins Whitshed                                      | 2        | 5         | 7         |                                                 |
| Captain                                                   | 74      | Ralph Willett Miller                                        | 24       | 56        | 80        | Flaggschiff von Commodore Horatio Nelson        |
| Diadem                                                    | 64      | George Henry Towry                                          | 0        | 2         | 2         |                                                 |
| Excellent                                                 | 74      | Cuthbert Collingwood                                        | 11       | 12        | 23        |                                                 |
| Sonstige britischen Schiffe                               |         |                                                             |          |           |           |                                                 |
| Minerve                                                   | 38      | George Cockburn                                             | –        | –         | –         | Fregatte                                        |
| Lively                                                    | 32      | George Garlies                                              | –        | –         | –         | Fregatte                                        |
| Niger                                                     | 32      | Edward James Foote                                          | –        | –         | –         | Fregatte                                        |
| Southampton                                               | 32      | James Macnamara                                             | –        | –         | –         | Fregatte                                        |
| Bonne-Citoyenne                                           | 20      | Charles Lindsay                                             | –        | –         | –         | Sloop                                           |
| Raven                                                     | 18      | William Prowse                                              | –        | –         | –         | Sloop                                           |
| Fox                                                       | 10      | John Gibson                                                 | –        | –         | –         | Kutter                                          |
| Stärke: 6 Dreidecker, 9 Zweidecker und 7 kleinere Schiffe |         |                                                             |          |           |           |                                                 |

### Spanien
| Schiff                                                      | Kanonen                | Kommandant                              | Verluste               | Verluste               | Verluste               | Anmerkungen                                                                     |
| Schiff                                                      | Kanonen                | Kommandant                              | getötet                | verwundet              | Insgesamt              | Anmerkungen                                                                     |
| Vorhut (2. Geschwader)                                      | Vorhut (2. Geschwader) | Vorhut (2. Geschwader)                  | Vorhut (2. Geschwader) | Vorhut (2. Geschwader) | Vorhut (2. Geschwader) | Vorhut (2. Geschwader)                                                          |
| ----------------------------------------------------------- | ---------------------- | --------------------------------------- | ---------------------- | ---------------------- | ---------------------- | ------------------------------------------------------------------------------- |
| Infante Don Pelayo                                          | 74                     | Cayetano Valdés                         | 4                      | 4                      | 8                      |                                                                                 |
| San Pablo                                                   | 74                     | Baltasar Hidalgo de Cisneros            | –                      | –                      | –                      |                                                                                 |
| Purísima Concepción                                         | 112                    | José Escaño                             | 8                      | 21                     | 29                     | Geschwaderflaggschiff von Teniente General Francisco Javier Morales de los Ríos |
| Perla                                                       | 34                     | Francisco Moyúa                         | –                      | –                      | –                      | Fregatte, Signalwiederholung                                                    |
| Santo Domingo                                               | 64                     | Manuel María de Torres Valdivia         | 2                      | 0                      | 2                      |                                                                                 |
| Conquistador                                                | 74                     | José Butler                             | 6                      | 0                      | 6                      |                                                                                 |
| San Juan Nepomuceno                                         | 74                     | Antonio Boneo                           | –                      | –                      | –                      |                                                                                 |
| Nuestra Señora de las Mercedes                              | 34                     | José Vasco                              | –                      | –                      | –                      | Fregatte, Signalwiederholung                                                    |
| San Genaro                                                  | 74                     | Agustín Villavicencio                   | –                      | –                      | –                      |                                                                                 |
| Zentrum (1. Geschwader)                                     |                        |                                         |                        |                        |                        |                                                                                 |
| Mexicano                                                    | 112                    | Francisco de Herrera                    | 25                     | 88                     | 113                    | Flaggschiff von Jefe de Escuadra Pedro de Cárdenas                              |
| Nuestra Señora de la Paz                                    | 40                     | Santiago Irizarri                       | –                      | –                      | –                      | Fregatte, Signalwiederholung                                                    |
| Oriente                                                     | 74                     | Juan Suárez de Barros                   | 80                     | 20                     | 100                    |                                                                                 |
| Soberano                                                    | 74                     | Juan Vicente Yáñez                      | 25                     | 79                     | 104                    |                                                                                 |
| Terrible                                                    | 74                     | Francisco Javier Uriarte                | –                      | –                      | –                      |                                                                                 |
| Santa Dorotea                                               | 34                     | Manuel Guerrero                         | –                      | –                      | –                      | Fregatte, Signalwiederholung                                                    |
| Nuestra Señora de la Santísima Trinidad                     | 130                    | Rafael Orozco                           | 69                     | 233                    | 302                    | Flotten- und Geschwaderflaggschiff von Teniente General José de Córdoba         |
| Vigilante                                                   | 12                     | José de Córdoba                         | –                      | –                      | –                      | Brigg, Signalwiederholung                                                       |
| San Nicolás de Bari                                         | 80                     | Tomás Geraldino                         | 144                    | 59                     | 203                    | gekapert, Kommandant getötet                                                    |
| San Isidro                                                  | 74                     | Teodoro Argumosa de Cisneros            | 29                     | 63                     | 92                     | gekapert                                                                        |
| Salvador del Mundo                                          | 112                    | Antonio Yepes                           | 42                     | 124                    | 166                    | gekapert, Kommandant getötet                                                    |
| San Ildefonso                                               | 74                     | Rafael Maestre                          | –                      | –                      | –                      |                                                                                 |
| Nuestra Señora de Guadalupe                                 | 34                     | Juan Morales                            | –                      | –                      | –                      | Fregatte, Signalwiederholung                                                    |
| Santa Teresa                                                | 34                     |                                         | –                      | –                      | –                      | Fregatte, Signalwiederholung                                                    |
| Nachhut (3. Geschwader)                                     |                        |                                         |                        |                        |                        |                                                                                 |
| Conde de Regla                                              | 112                    | Claude-Marguerite Renart de Fuchsamberg | 9                      | 44                     | 53                     | Kommandant getötet                                                              |
| Santa Matilde                                               | 34                     | Manuel Vitoria de Lerea                 | –                      | –                      | –                      | Fregatte, Signalwiederholung                                                    |
| San Fermín                                                  | 74                     | José María de Torres del Campo          | –                      | –                      | –                      |                                                                                 |
| Firme                                                       | 74                     | Bruno Ayala                             | 2                      | 1                      | 3                      |                                                                                 |
| Príncipe de Asturias                                        | 112                    | Antonio de Escaño                       | 10                     | 19                     | 29                     | Geschwaderflaggschiff von Teniente General Juan Joaquín Moreno de Mondragón     |
| Diana                                                       | 34                     | Juan José Varela                        | –                      | –                      | –                      | Fregatte, Signalwiederholung                                                    |
| San Antonio                                                 | 74                     | Salvador Medina                         | –                      | –                      | –                      |                                                                                 |
| Glorioso                                                    | 74                     | Juan de Aguirre                         | –                      | –                      | –                      |                                                                                 |
| Nuestra Señora de Atocha                                    | 40                     | José Antonio Pareja                     | –                      | –                      | –                      | Fregatte, Signalwiederholung                                                    |
| Atlante                                                     | 74                     | Gonzálo Vallejo                         | 6                      | 5                      | 11                     |                                                                                 |
| San Francisco de Paula                                      | 74                     | José Ussel de Guimbarda                 | –                      | –                      | –                      |                                                                                 |
| San José                                                    | 112                    | Pedro Pineda                            | 46                     | 96                     | 142                    | Flaggschiff von Jefe de Escuadra Francisco Javier Winthuysen, gekapert          |
| Ceres                                                       | 40                     | Ignacio Olaeta                          | –                      | –                      | –                      | Fregatte, Signalwiederholung                                                    |
| Asunción                                                    | 28                     | Manuel Díaz Herrera                     | –                      | –                      | –                      | Signalwiederholung                                                              |
| Santa Justa                                                 | 18                     | Florencio Scals                         | –                      | –                      | –                      | Signalwiederholung                                                              |
| Santa Balbina                                               | 18                     | Diego Ochandía                          | –                      | –                      | –                      | Signalwiederholung                                                              |
| Santa Paula                                                 | 20                     | José Elexaga                            | –                      | –                      | –                      | Signalwiederholung                                                              |
| Nicht an der Schlacht beteiligt (nach Algeciras detachiert) |                        |                                         |                        |                        |                        |                                                                                 |
| Bahama                                                      | 74                     | José Aramburu                           | –                      | –                      | –                      |                                                                                 |
| Neptuno                                                     | 80                     | José Lorenzo de Goicoechea              | –                      | –                      | –                      |                                                                                 |
| Stärke: 7 Dreidecker, 20 Zweidecker und 15 kleinere Schiffe |                        |                                         |                        |                        |                        |                                                                                 |

## Bemerkungen
1. ↑  Die Mannschaften an Bord bestanden zum Teil aus Bauern und Gefangenen und seine wenigen Offiziere hatten kaum Kampferfahrung (vgl. Mostert S. 199 u. Palmer: S. 171)